# シャハラン・ギヤソフ
シャハラン・ギヤソフ（ウズベク語: Шахра́м Гия́сов, ラテン文字転写: Shakhram Giyasov、1993年7月7日 - ）は、ウズベキスタンのプロボクサー。ブハラ出身。
試合に勝利した後にクリスティアーノ・ロナウドがゴールを決めた時のポーズをする。

## 来歴

### アマチュア時代
2016年8月、リオデジャネイロオリンピックに69kg級で出場し、決勝でダニヤル・イェレウシノフに敗れはしたが銀メダルを獲得した。
2017年8月、世界選手権に69kg級で出場し、金メダルを獲得した。

### プロ時代
2018年3月3日、ロシアのワールド・ボクシングと契約。
2018年3月10日、プロデビュー。
2019年2月25日、マッチルーム・スポーツ・USAと契約。
2019年4月26日、カリフォルニア州イングルウッドのザ・フォーラムでエマヌエル・テイラーとWBAインターナショナルスーパーライト級王座決定戦を行い、10回3-0（2者が99-91、97-93）の判定勝ちを収め王座を獲得した。
2019年8月24日、エルモシージョのセントロ・デ・ウソス・ムルティプレスで元WBA世界ライト級王者のダーリー・ペレスと対戦し、初回41秒KO勝ちを収め初防衛に成功した。
2021年4月3日、タシュケントのフーモ・アイス・ドームでパトリシオ・ロペス・モレノと対戦し、3回2分21秒KO勝ちを収め2度目の防衛に成功した。
2021年11月、世界選手権に71kg級で出場し、初戦となった2回戦で敗れた。
2022年5月7日、ラスベガスのT-モバイル・アリーナで行われたサウル・アルバレス 対 ディミトリー・ビボル戦の前座で、クリスチャン・ゴメスとIBF北米ウェルター級王座決定戦を行い、10回3-0（2者が99-88、98-89）の判定勝ちを収め王座を獲得した。
2024年2月24日、オーランドのカリビ・ロイヤル・オーランドで行われたエドガー・ベルランガ対パドレイグ・マックローリーの前座で、WBA世界ウェルター級挑戦者決定戦でWBA世界同級5位のパブロ・セサール・カノと対戦し、11回終了間際にカノが転倒し、その際に右足首を負傷し試合続行不可となり、11回終了3-0（109-99×3）の負傷判定勝ちを収めテレンス・クロフォードとの挑戦権を獲得した。

## 獲得タイトル
- WBAインターナショナルスーパーライト級王座
- IBF北米ウェルター級王座